# Les Légendes de Tatonka
Ne doit pas être confondu avec Tatonduk.
Les Légendes de Tatonka ou Tatonka est une série télévisée d'animation en images de synthèse française en 52 épisodes de 13 minutes produite par Cyber Group Studios, et diffusée sur TiJi, sur France 5 dans l'émission Les Zouzous, et sur Piwi depuis le 10 novembre 2010 et rediffusée en 2 novembre 2011 sur France 4 également dans Les Zouzous.
En Suisse, elle a été diffusée sur RTS Deux, et au Québec à partir du 17 septembre 2011 à Télé-Québec.

## Synopsis
Au cœur du Grand Nord américain, quatre louveteaux curieux et intrépides accompagnés de leurs amis font l'apprentissage de la vie en meute. Au fil des saisons, initiés par Tatonka, le grand bison solitaire, ils s'aventurent à la découverte du monde extérieur. Le lieu de l'action est un paysage ressemblant un peu au parc de Yellowstone, mais à proximité d'un désert.

## Personnages
- * Tatonka : bison qui connaît bien la nature. Narrateur de l'histoire, il donne toujours de bonnes leçons aux louveteaux.
- Wanji : louveteau très courageux et aventurier, il est le futur chef de sa meute. Il aime beaucoup jouer et se chamailler avec sa sœur Yamni. Wanji est souvent le héros de la série car il sauve souvent ses frères, sœurs et cousins du danger qui les entoure à l'aide de Tatonka et son père. Il s'attire souvent des problèmes.
- Yamni : sœur de Wanji, très téméraire.
- Numpa : frère de Wanji, plutôt discret et qui se cache souvent.
- Topa : sœur de Wanji, très obéissante, elle est la plus jeune des louveteaux et souvent mal comprise. Mais elle possède un grand cœur qui réconforte. Elle a de bonnes idées qui aident dans les pires moments. Elle aime aussi jouer avec Wanji. Topa écoute les leçons de sa mère concernant les plantes-remèdes qui aident en cas de danger ou de blessure. Elle est prête à tout pour être la plus chaleureuse et courageuse. Elle ressemble à sa mère.
- Cinksi : lynx courageux et meilleur ami de Wanji. Il est très serviable et est prêt à tout pour sauver ses amis du danger.
- Wahi : écureuil roux très gourmand qui adore les pommes de pin.
- Poum : ours brun qui adore le miel et les myrtilles.
- Pahin : porc-épic d'Amérique très gourmand.
- Tap-Tap : castor très gourmand et très travailleur avec le bois. Elle est souvent de mauvaise humeur et est un peu dictactrice.
- Wambli : jeune pygargue à tête blanche qui adore aider les autres
- Tanksi et Akewanji : loups ados. Bons chasseurs, ils s’aiment et aimeraient fonder leur propre meute et avoir des louveteaux.
- Moose : élan très joueur qui adore l'herbe fraîche et embête souvent Big Moose
- Wicasa : père des louveteaux et chef des loups. Il part souvent à la chasse ; parfois il l'enseigne aussi à Wanji.
- Winyam : mère des louveteaux. Elle connaît les plantes remèdes et les enseigne à Topa.
- Winona : louve, mère de Luta et Ska (on ne sait pas qui est leur père mais il est mort)
- Mato : oncle de Poum (on ne sait pas qui sont ses parents).
- Ina : mère de Cinksi (on ne sait pas qui est son père)
- Alfa : père de Wambli (on ne sait pas qui est sa mère). Il semble muet.
- L'ours esprit : ours blanc muet. Il est un bon allié pour les protagonistes face aux ennemis. Mato se montre méfiant de lui au début, mais plus tard ils deviennent alliés.
- Big Moose : père de Moose (on ne sait pas qui est sa mère) et chef des élans.
- Taïma : chef des loups renégats. Ils ont leur propre territoire, mais ils font parfois des incursions sur celui de Wicasa.
- Luta et Ska : jeunes louveteaux, cousins de Wanji, Yamni, Numpa et Topa.
- Tork : puma qui n'hésite jamais à attaquer les louveteaux et Cinksi.
- Akicita : glouton d'Amérique toujours affamé.
- Caliska : chef des coyotes. Contrairement aux loups renégats, ils sont bêtes, couards et querelleurs.
- Maslika : frère de Caliska qui veut devenir chef.
- Widco : coyote marron qui veut devenir chef.
- les aigles noirs : aigle royal noirs ils cherchent à attaquer les louveteaux et ils ne parlent pas.
- les crotales : couleuvres à nez mince ils attaquent tous ce qui bougent et ils ne parlent pas.

### Autres personnages
Les papillons , les saumons , les lièvres et d'autres animaux. On les croise parfois. Contrairement aux personnages principaux, ils ne parlent pas.

## Fiche technique
- Titre : Les Légendes de Tatonka
- Création : Pierre Sissmann
- Réalisation : Olivier Lelardoux…
- Scénario : Pierre Sissmann , Benoit Grenier, Pascal Mirleau…
- Direction artistique : Régis Donsimoni (création des personnages)
- Montage : Cecile Rougnaux
- Musique : Didier Ledan, Joseph Refalo[2]
- Production : Pierre Sissmann
- Sociétés de production : Cyber Group Studios
- Sociétés de distribution : TiJi, France 5, Piwi
- Pays d'origine :  France
- Langue originale : français
- Format : couleur - 16/9 - son stéréo
- Nombre d'épisodes : 52 (2 saisons)
- Durée : 13 minutes
- Dates de première diffusion : 
  - France : 10 novembre 2010
- Classification : tout public

## Distribution
- Nathalie Homs : Wanji
- Brigitte Lecordier : Numpa
- François Dunoyer : Tatonka
- Emmanuel Curtil : Wahi
- Thomas Sagols : Moose
- Magali Rosenzweig : la maman louve, le jeune lynx
- Fily Keita
- Jérémy Prévost
- Boris Rehlinger
- Lionel Tua
- Pascal Casanova

 Source et légende : version française (VF) sur RS Doublage

## Épisodes

### Première saison
1. La Rivière vide
2. Un ami à sauver
3. Pahin le téméraire
4. Sur les traces
5. Un feu de forêt
6. Le Voleur de pommes de pin
7. Du flair pour le danger
8. L'un des nôtres
9. Chasser n'est pas jouer
10. Combat dans les airs
11. Une histoire à dormir debout
12. L'Honneur d'un chef
13. La Plante de l'ours Esprit
14. Le Temps du sommeil
15. Inondation
16. Sauvez Tatonka !
17. Une histoire de territoire
18. La Partie de pêche
19. Tempête d'été
20. La Voie de Topa
21. Clair de lune
22. La Dette de Cinksi
23. La Grande Course à la myrtille
24. Tremblement de terre
25. La Voix de la montagne
26. Le Printemps de Pahin
27. Un arbre très intelligent
28. Ina a disparu
29. Les Liens du sang
30. Une leçon de chasse
31. Un arbre pour Wahi
32. Drôles de sons
33. Le Paria
34. Un terrible rugissement
35. Wahi l'entraîneur
36. Vertige
37. La Tête dans les nuages
38. Un goût de liberté
39. La Nuit des étoiles filantes
40. Le Guide

### Seconde saison
1. La Grande Menace
2. La Patte amie
3. Un appât nommé Wahi
4. Une pomme de pin pas comme les autres
5. Grand Poum
6. Soif de sel
7. Une nouvelle meute
8. Accusé à tort
9. Sécheresse
10. Soleil noir
11. Panique
12. L'Ancêtre de Wahi

## DVD
Les Légendes de Tatonka est sorti en DVD, contenant environ 13 épisodes de la série.
- Volume 1 : Les Légendes de Tatonka (mars 2012)
- Volume 2 : Les Légendes de Tatonka : La Grande Course (juin 2012)
- Volume 3 : Les Légendes de Tatonka : Un goût de liberté (septembre 2012)